# بريساجو فالترافاليا
بريساجو فالترافاليا هي كومونا في مقاطعة فاريزي التي تقع في منطقة لومبارديا الإيطالية ، وتقع على بعد حوالي 60 كيلومتر (37 ميل) شمال غرب ميلانو وحوالي 15 كيلومتر (9 ميل) شمال غرب فاريزي .